# NGC 4714
NGC 4714 ist eine Elliptische Galaxie vom Hubble-Typ E/S0 im Sternbild Rabe südlich der Ekliptik. Sie ist schätzungsweise 186 Millionen Lichtjahre von der Milchstraße entfernt und hat einen Durchmesser von etwa 90.000 Lichtjahren.

Im selben Himmelsareal befinden sich u. a. die Galaxien NGC 4722, NGC 4723, NGC 4748, IC 3834.
Das Objekt wurde am 27. März 1786 von William Herschel.